# بطباط ألباني
بطباط ألباني (الاسم العلمي:Polygonum albanicum) هي نوع من النباتات يتبع جنس البطباط من فصيلة البطباطية.